# Estadio Jalisco
Estadio Jalisco is een voetbalstadion in de Mexicaanse stad Guadalajara. Voetbalclub Atlas Guadalajara speelt hier zijn thuiswedstrijden. De ploeg komt uit in de hoogste afdeling van het Mexicaanse voetbal, de Primera División. 
Het stadion biedt plaats aan maximaal 56.713 toeschouers. Alle plaatsen zijn zitplaatsen. Het stadion werd gebruikt tijdens de twee WK-eindronden die in Mexico werden gehouden: 1970 en 1986, en het olympisch voetbaltoernooi van 1968. De bouw begon op 20 november 1952.
Estadio Jalisco was ook jarenlang de thuishaven van Club Deportivo Guadalajara, een van de oudste clubs van Mexico, maar de club verhuisde in 2010 naar het Estadio Omnilife. Ook Club Universidad de Guadalajara uit de Liga de Ascenso (voorheen de Primera División A) speelt in het Estadio Jalisco. 
Estadio Jalisco (Guadalajara) · Estadio Guanajuato (León) · Aztekenstadion (Mexico-Stad) · Estadio Cuauhtémoc (Puebla) · Estadio Luis Dosal (Toluca)
Estadio Azteca (Mexico-Stad) · Estadio Olímpico Universitario (Mexico-Stad) · Estadio Universitario (San Nicolás de los Garza) · Estadio Tecnológico (Monterrey) · Estadio Jalisco (Guadalajara) · Estadio Tres de Marzo (Guadalajara) · Estadio Cuauhtémoc (Puebla) · Estadio Nemesio Díez (Toluca) · Estadio Nou Camp (León) · Estadio Sergio León Chávez (Irapuato) · Estadio La Corregidora (Querétaro) · Estadio Neza 86 (Nezahualcóyotl)